# Инсурацеј (Телеорман)
Инсурацеј (рум. Însurăței) насеље је у Румунији у округу Телеорман у општини Дидешти. Oпштина се налази на надморској висини од 110 m.

## Становништво
Према подацима из 2002. године у насељу је живело 355 становника, од којих су сви румунске националности.